# Haren 5

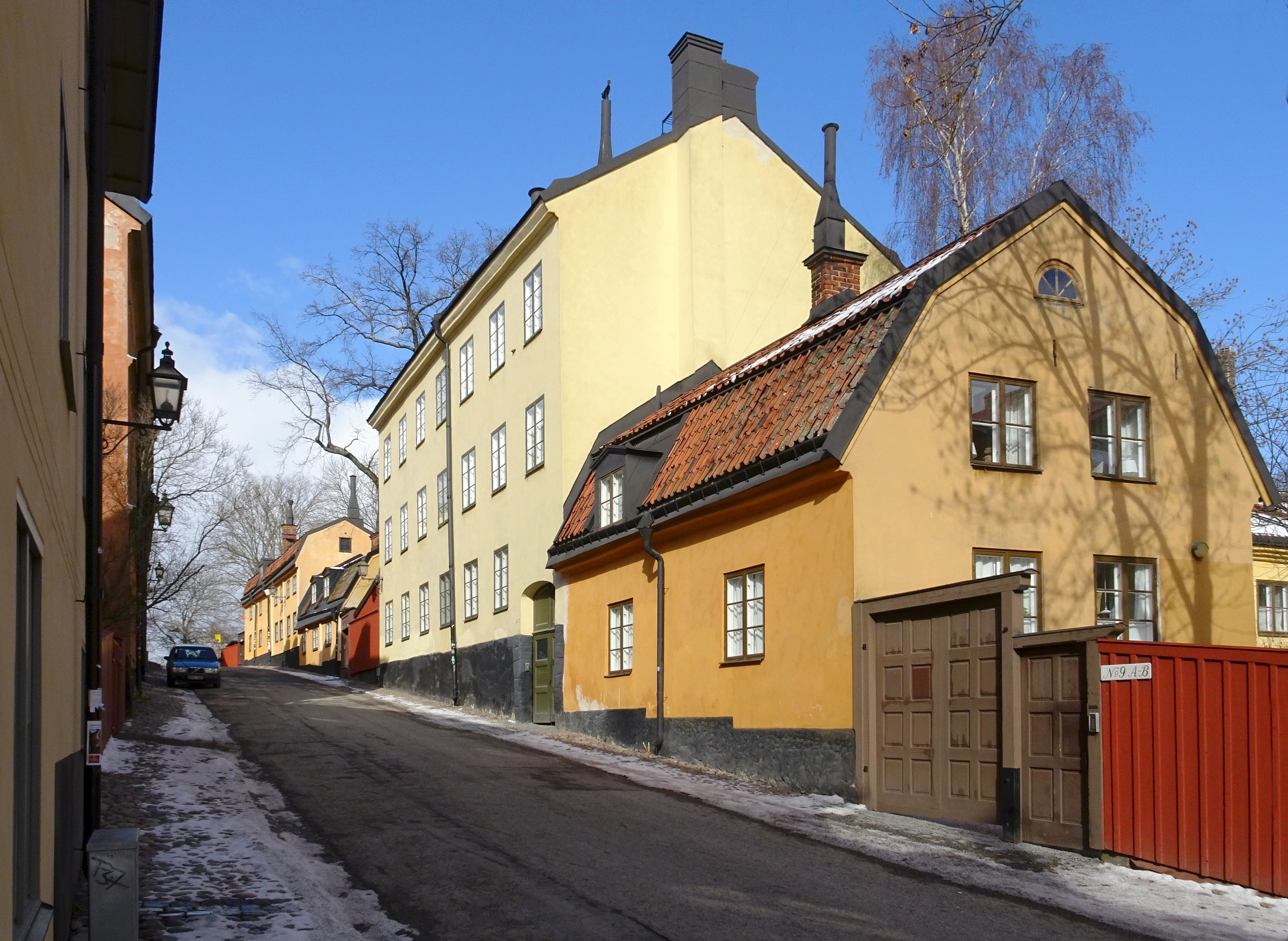
Yttersta Tvärgränd 9 (närmast) därefter 7, 5 och 3, mars 2018.

Haren 5 är en fastighet vid östra sidan om Yttersta Tvärgränd på Södermalm i Stockholm. Samtliga byggnader är blåmärkta av Stadsmuseet i Stockholm vilket innebär att de har "synnerligen höga kulturhistoriska värden". Husen och den bevarade historiska miljön ger en bild av hur Stockholms fattigare befolkning en gång bodde och levde. Husen med adress Yttersta Tvärgränd nummer 7 och 10 uppfördes med lån ur Fattigbyggnadsfonden. Den unika miljön med en bevarad stadsgata från äldre tid har använts för inspelning av flera versioner av filmen Anderssonskans Kalle. Samtliga byggnader renoverades och moderniserades på 1980-talet, de ägs av kommunägda AB Stadsholmen.

## Kvarteret

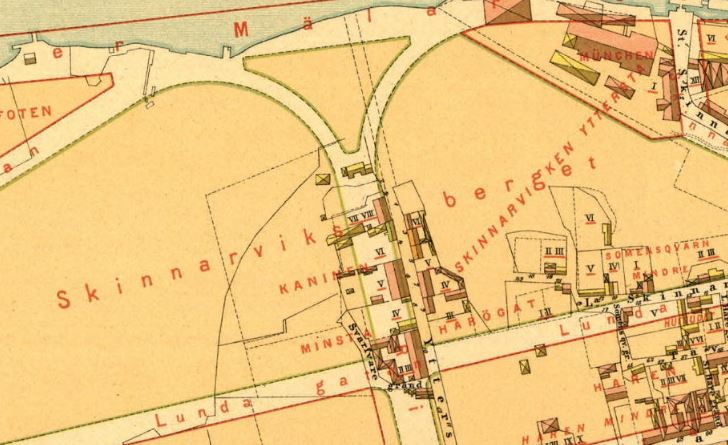
Kvarteren kring Yttersta Tvärgränden och den planerade dragningen av Ringvägen till Söder Mälarstrand 1885.

Fastigheten Haren 5 är idag en del av kvarteret Haren som finns belagd sedan 1649 och hör därmed till Södermalms äldsta kvarter. På äldre kartor märks även kvarteren Harhuvudet och Harögat i närheten. Haren 5 består av två äldre fastigheter: Harögat 3 och Skinnarviken Yttersta 4, 5 och 6. Fastigheten sträcker sig i nord-sydlig riktning längs med Yttersta tvärgrändens östra sida. 
Enligt stadsplaner från slutet av 1800-talet skulle Ringvägen förlängas norrut och anslutas med två svängda ramper till Söder Mälarstrand. Ringvägen hade då dragits rakt över bebyggelsen längs med Yttersta Tvärgrändens västra sida. Skinnarviksberget med sin besvärliga topografi satte stopp för dessa planer och Yttersta Tvärgrändens bebyggelse bevarades.
I början av 1960-talet var husen igen rivningshotade, men stadsplanen ändrades och den historiska bebyggelsen skyddades som kulturreservat genom k-märkning. ”Över hela området vilar en stämning av pittoreskt förfall - en sanering är önskvärd”, hette det i planbeskrivningen för den fortfarande gällande stadsplanen från 1960.
Åren 1979–1981 utförde AB Familjebostäder en omfattande sanering och modernisering av samtliga hus. För projekteringen svarade arkitektbyrån på Stockholms stads fastighetskontor under medverkande av dåvarande Stockholms stadsmuseum. Efter ombyggnaden finns här tolv hyreslägenheter av varierande storlek (flest två rum och kök) samt en liten lokal.

## Fastighetens byggnader

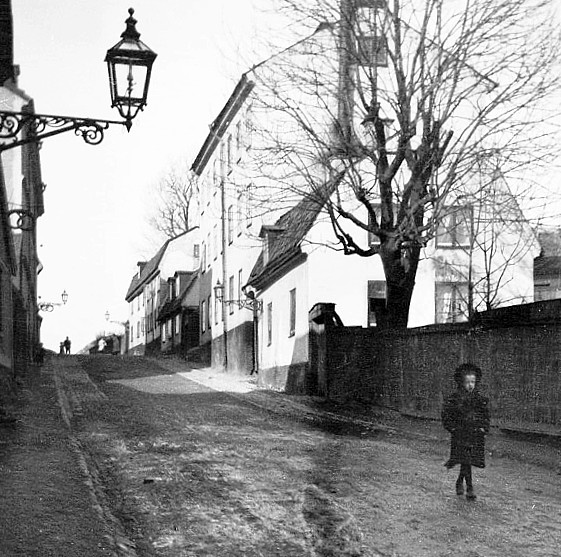
Yttersta Tvärgränd 9–3 omkring år 1900.

### Yttersta Tvärgränd 3 (f.d. Skinnarviken Yttersta 6)
Yttersta Tvärgränd 3 ligger längst i norr och närmast Skinnarviksberget. Ursprungligen fanns här två timmerhus som uppfördes mellan 1752 och 1755 av timmermannen Anders Lind. År 1780 ersattes det norra timmerhuset av ett stenhus när styrmannen Herman Åberg var ägare. På 1840-talet genomförde timmergesällen E. P. Hultgren en större ombyggnad som gav byggnaden sin nuvarande volym med sju fönsteraxlar. Det södra trähuset behölls kvar, men för att erhålla ett enhetligt utseende mot gatan putsades den fasaden, medan gårdsfasaden bibehölls panelad och rödmålad. Fastigheten köptes 1907 av Stockholms stad.

### Yttersta Tvärgränd 5 (f.d. Skinnarviken Yttersta 5)
På tomten som tidigare hade beteckningen Skinnarviken Yttersta 5 står idag ett litet putsat trähus som uppfördes på 1750-talet av murargesällen Jan Tunberg. Till en början var huset kortare och hade bara två fönster samt var oputsat. Fönster ansågs vara lyx och beskattades under frihetstiden. Tunberg hade till en början bara råd med två fönster mot gatan. 1780 drev Tunberg en krogrörelse i huset. Förmodligen förlängdes byggnaden omkring 1790 och fick då sitt tredje fönster. På 1800-talet gick byggnaden genom flera händer. Liksom grannhuset i norr reveterades och putsades fasaderna någon gång under 1800-talet, i detta fall även fasaden mot gården. Fastigheten förvärvades av staden 1919.

### Yttersta Tvärgränd 7 (f.d. Skinnarviken Yttersta 4)

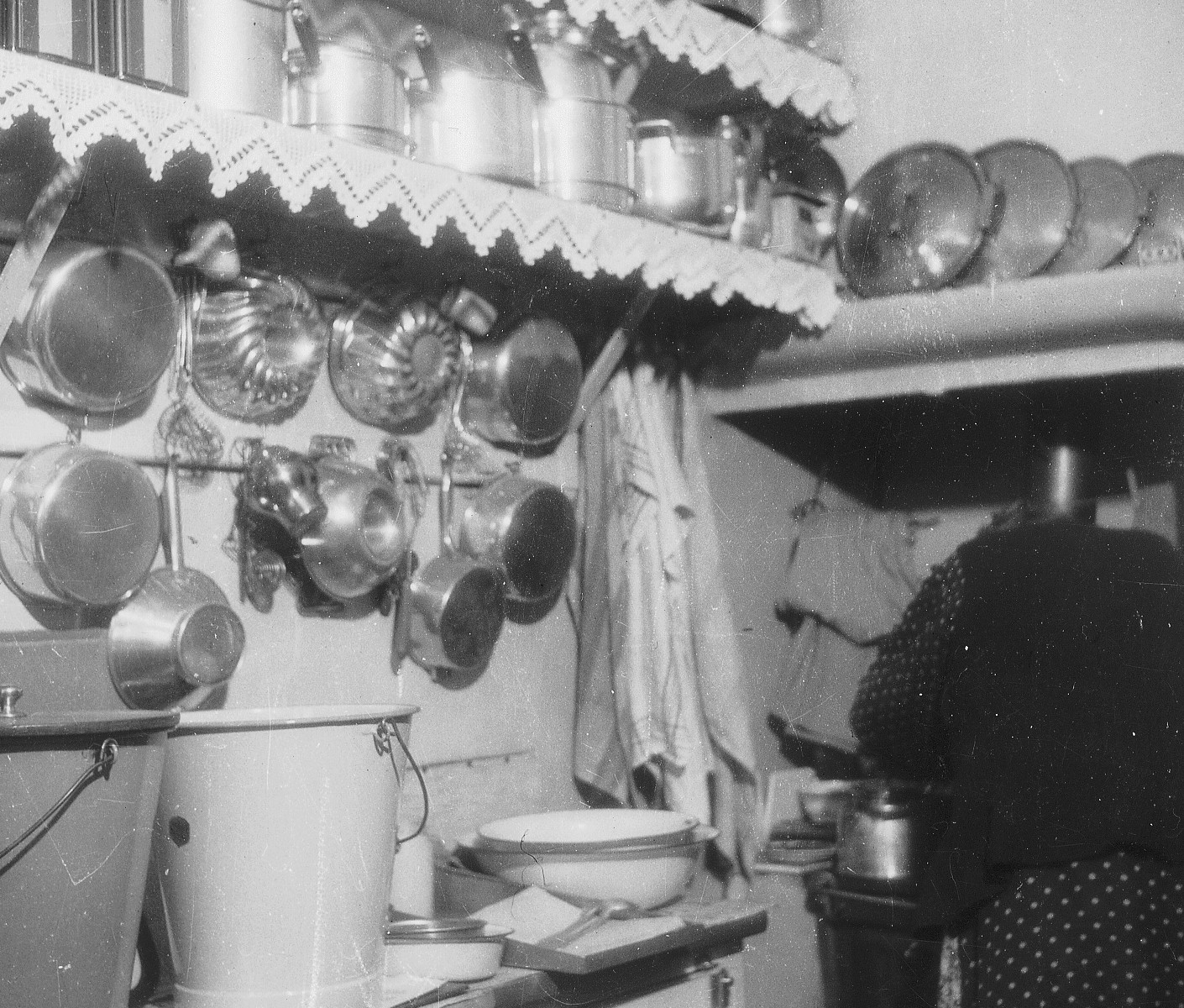
Yttersta Tvärgränd 7, köket på bottenvåningen, 1947.

Tomten bebyggdes första gången under slutet av 1750-talet med ett mindre timmerhus. Hundra år senare uppges fastigheten vara ”öde”. Den ägdes då av källarmästare Anders Thunström som 1852 ansökte om att få bygga ett stenhus med tre våningar för uthyrning till fattiga arbetarfamiljer. För de nödvändiga medlen beviljades ett lån ur Fattigbyggnadsfonden. Huset rymde tio identiska enrummare med kök samt två enkelrum med kokmöjlighet, så kallade spisrum och uppfyllde därmed lånevillkoren. Hyran fastställdes av Fattigvårdsstyrelsen och fick inte ändras utan deras medgivande. 
Planlösningen följer ett visst standardmönster med ett centralt anordnat trapphus och fyra lägenheter om ett rum och kök på varje våning. Ritningen är osignerad men överensstämmer i sina väsentliga delar med den för några bostadshus på Södermannagatan 32–28 och Bastugatan 48 som också uppfördes med medel ur Fattigbyggnadsfonden. De finns fortfarande bevarade och ägs också av AB Stadsholmen.
Som avsedd beboddes Yttersta Tvärgränd 7 huvudsakligen av arbetarfamiljer ända in på 1970-talet. Hushållsstorleken varierade dock kraftigt över tiden och är ett mått på minskade trångboddhet och avtagande barnaskara under 1900-talets Stockholm. 1880 beboddes huset av 77 personer varav 38 barn, 1910 av 22 vuxna och 21 barn. 1940 bodde här 30 vuxna och tre barn och 1970 var antalet vuxna boende nere i 15.
Byggnaden förvärvades av Stockholms stad 1887. Det dröjde dock ända in på 1980-talet innan byggnaden sanerades och de små ettorna slog parvis ihop till moderna lägenheter om två rum och kök med entréhall och badrum. Ungefär hälften av kakelugnarna finns kvar i lägenheterna. De är antingen ursprungliga eller tagna från rivna byggnader från 1900-talets första årtionden.

### Yttersta Tvärgränd 9 (f.d. Harögat 3)
Ursprungligen fanns här ett timmerhus från 1730-talet. Det ersattes 1769 av ett stenhus när styrmannen Christofer Strandberg var ägare till tomten. 1772 sålde han byggnaden till traktören Anders Theberg som drev en krogrörelse i husets bottenvåning. Till bebyggelsen hör även ett rökeri som 1852 uppfördes på gården för källarmästaren Anders Thunström. Han ägde samtidigt grannhuset i norr som han hyrde ut till fattiga familjer (se ovan). I samband med Stadsmuseets inventering 1979 var rökeriet inredd som bostad och hade troligen fungerat som sådan under lång tid. En modernisering genomfördes i början av 1980-talet.

Nutida bilder
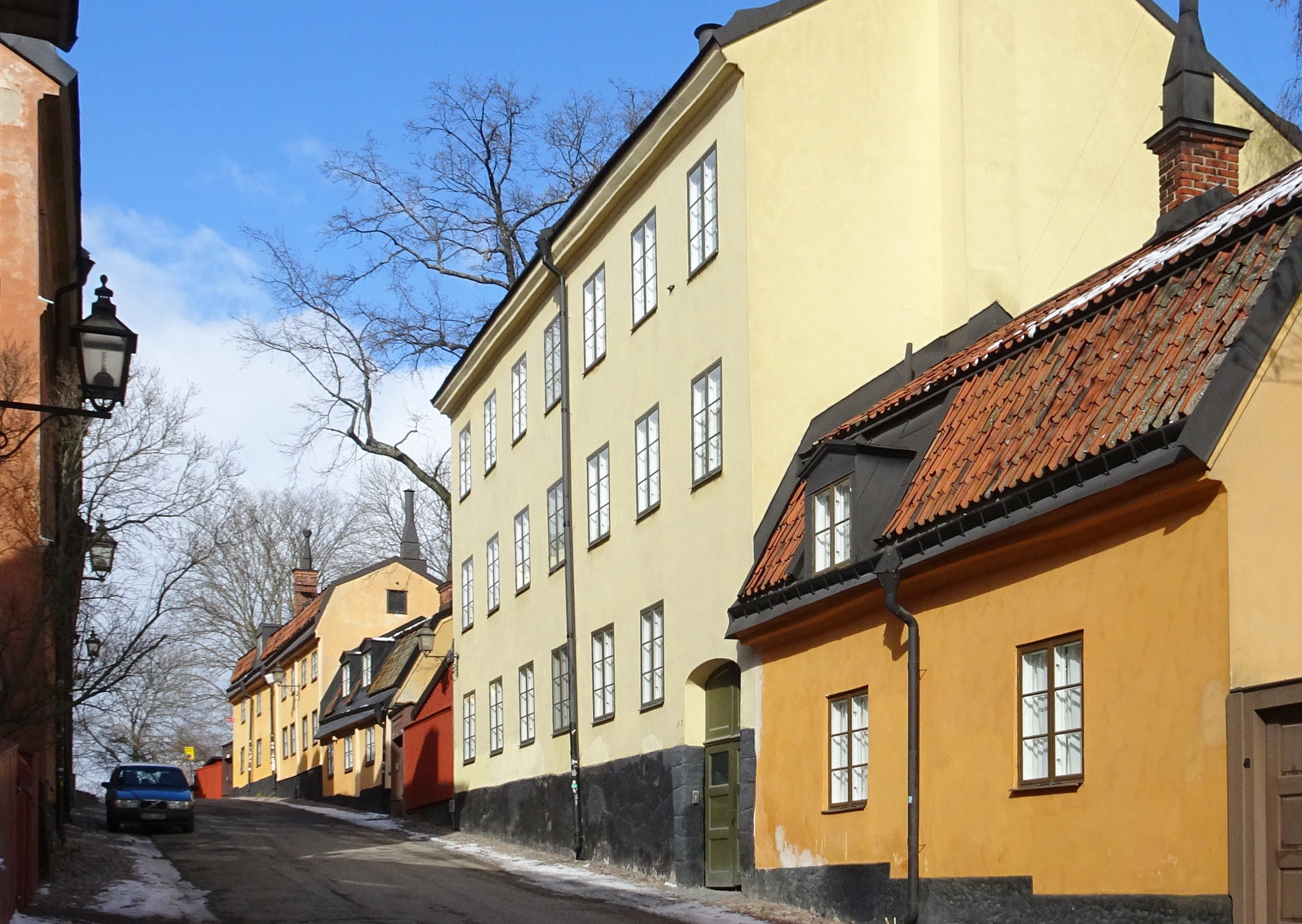
Yttersta Tvärgränd nr 9 (närmast) och nr 7.
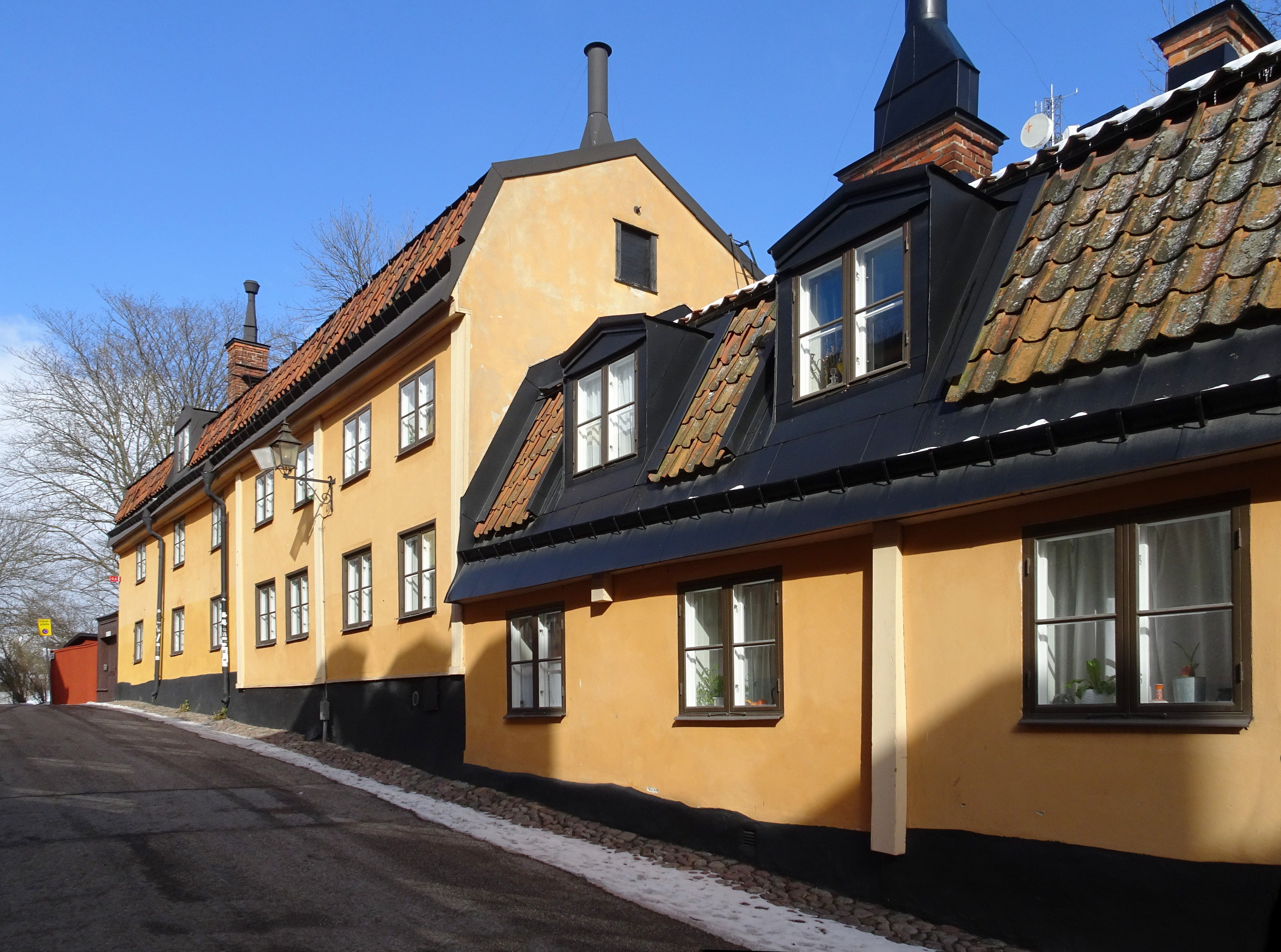
Yttersta Tvärgränd nr 5 (närmast) och 3.
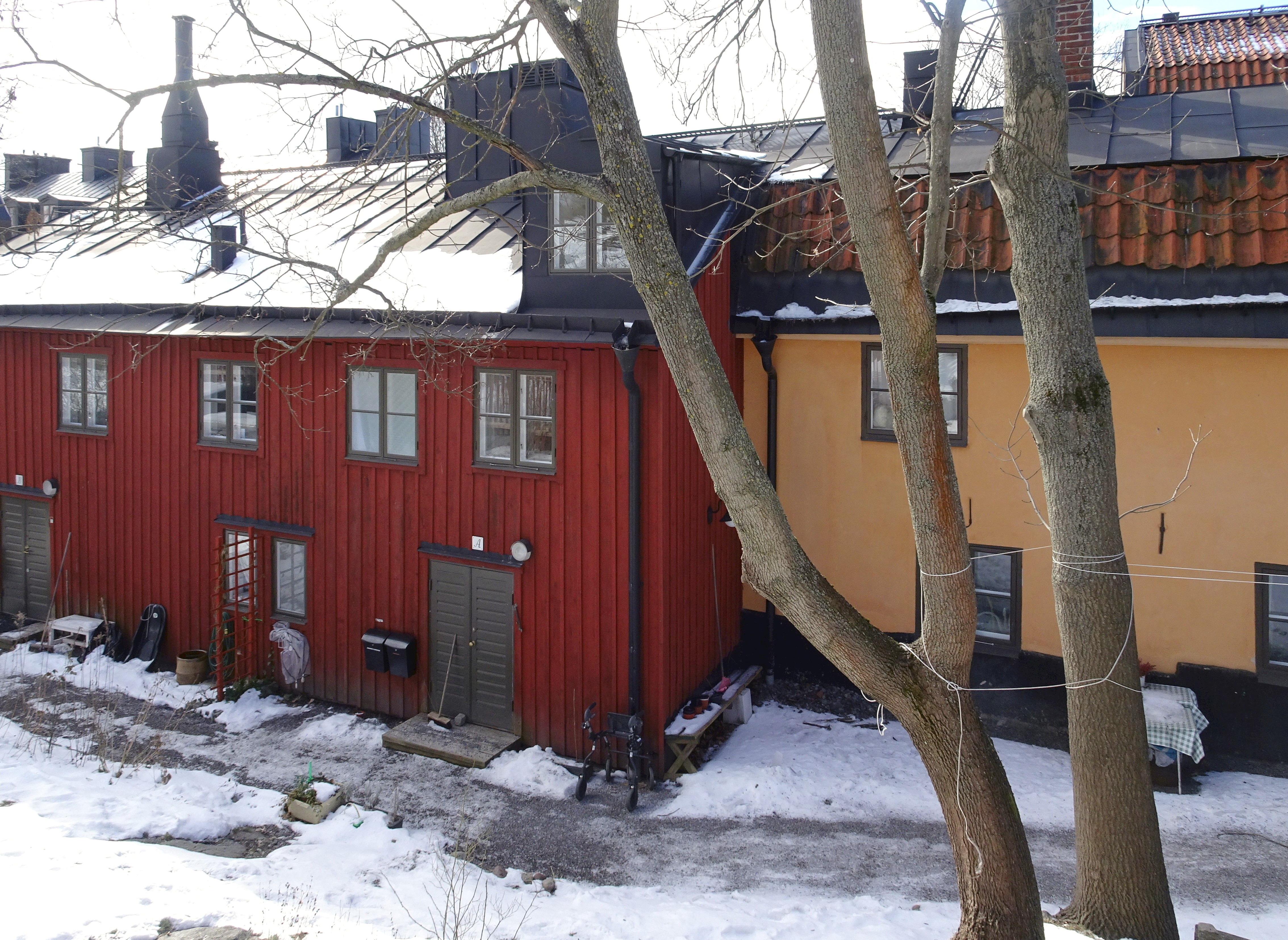
Yttersta Tvärgränd nr 3, från gårdssidan.
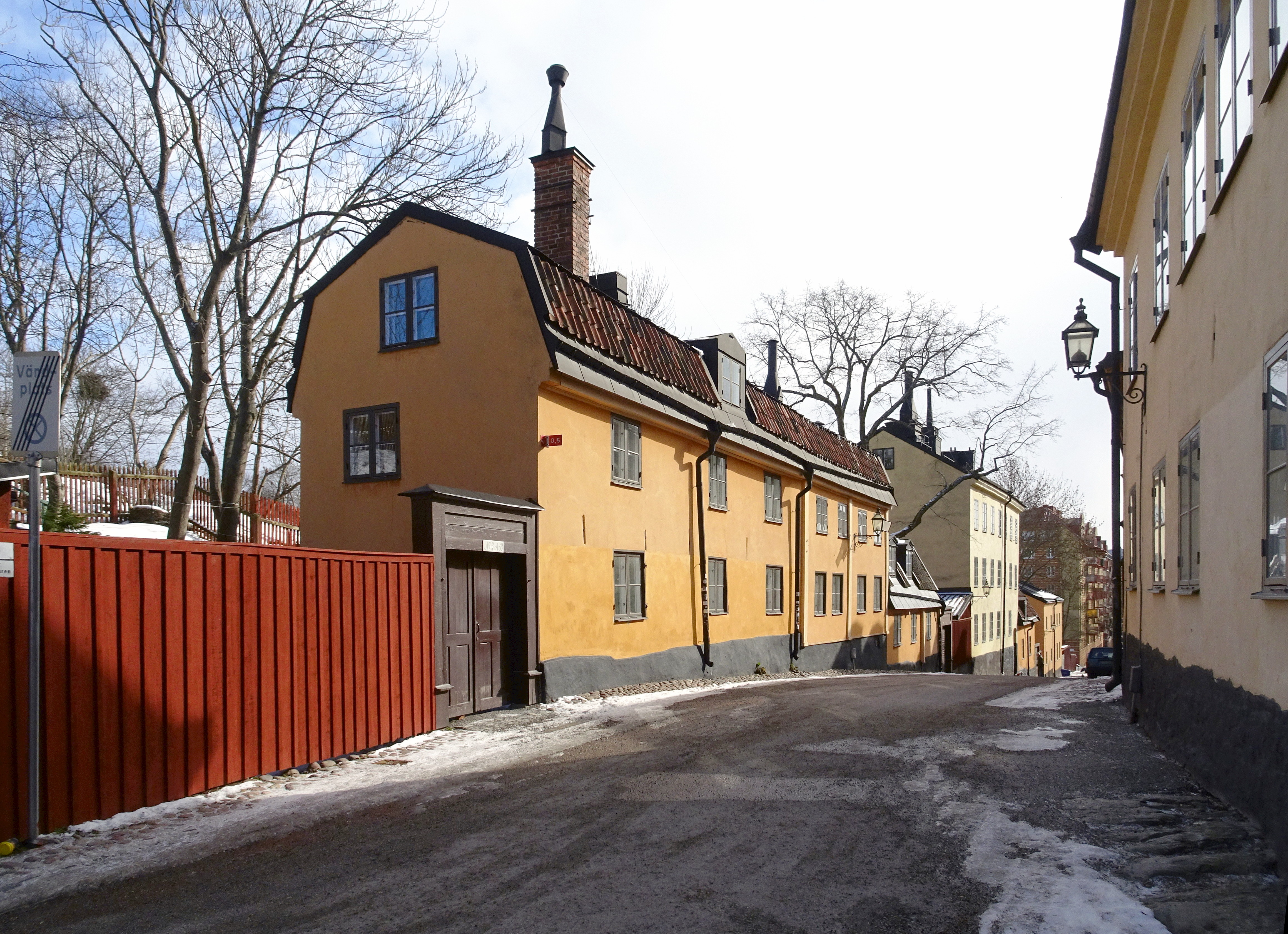
Yttersta Tvärgränd nr 3, från norr.
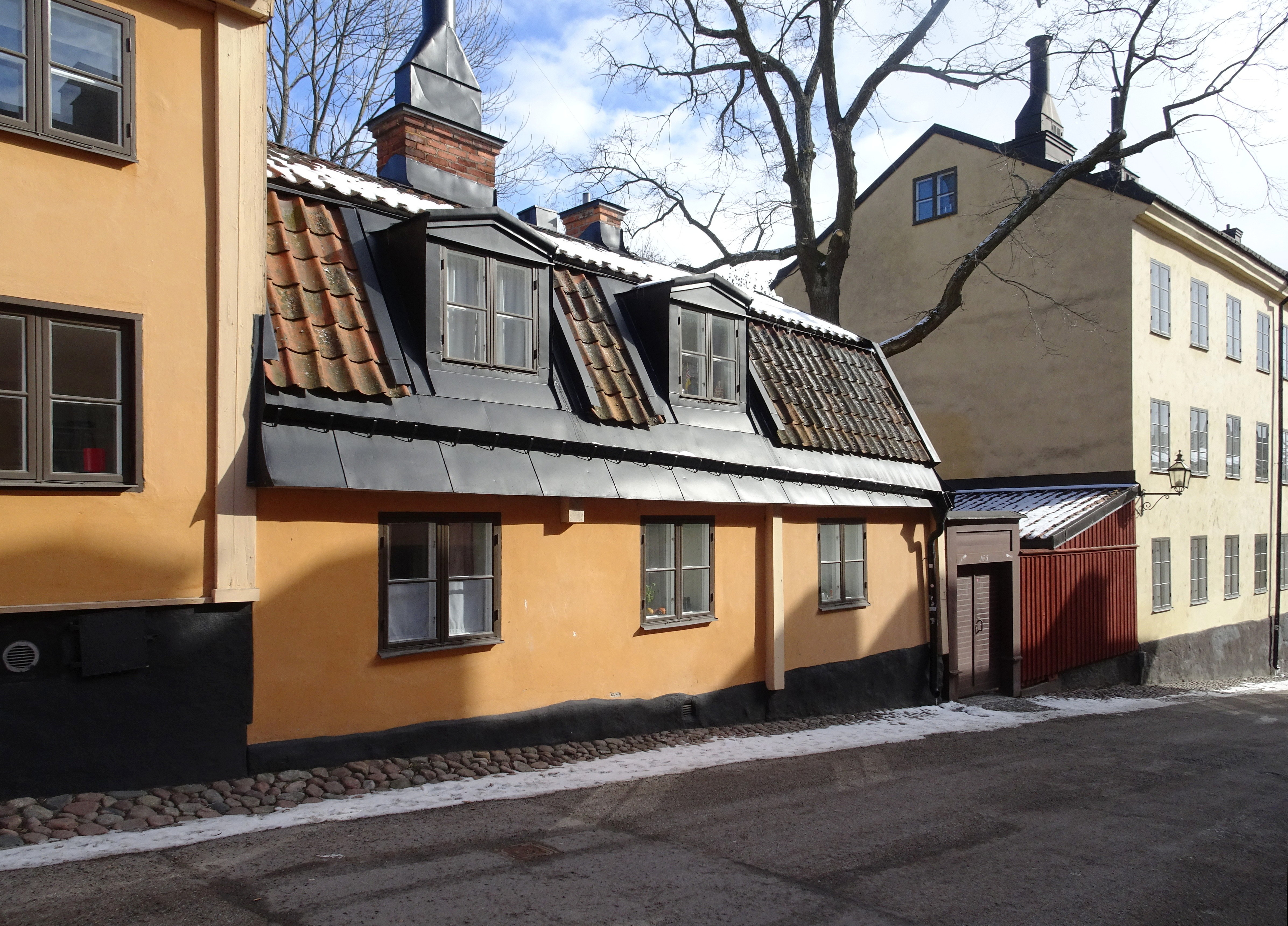
Yttersta Tvärgränd nr 5 och 7, från norr.